# 住之江公園駅
住之江公園駅（すみのえこうえんえき）は、大阪府大阪市住之江区泉一丁目にある、大阪市高速電気軌道 (Osaka Metro) の駅。四つ橋線と南港ポートタウン線（ニュートラム）の2路線が乗り入れる。駅番号は四つ橋線がY21、南港ポートタウン線がP18。

## 概要
住之江区の代表駅である。
駅のすぐそばに住之江競艇場がある（2号出口）ため競艇開催日は駅構内が大変混雑し、特にスペシャルグレードレース期間中となるとさらに混み具合が激しくなる。
事業化されていない敷津長吉線（9号線）の始発駅となる予定である。

## 歴史
- 1972年（昭和47年）11月9日：大阪市営地下鉄四つ橋線の玉出駅 - 当駅間の開通と同時に開業。
- 1974年（昭和49年）7月22日：大阪市の分区により駅の所在地が住吉区から住之江区に変更となる。
- 1981年（昭和56年）3月16日：大阪市交通局南港ポートタウン線（ニュートラム）の駅が開業[1]。乗換駅となる。
- 1993年（平成5年）10月5日：南港ポートタウン線の駅構内で車両暴走事故が発生[2]。乗客215人が負傷した。11月19日まで南港ポートタウン線が運休[2]。
- 2018年（平成30年）4月1日：大阪市交通局の民営化により、所属事業者・管轄が大阪市高速電気軌道 (Osaka Metro) に変更。
- 2025年（令和7年）3月22日：四つ橋線で可動式ホーム柵の運用を開始[3]。なお、当駅のホーム柵の運用開始により、四つ橋線全駅への可動式ホーム柵設置が完了した。

## 駅構造
四つ橋線
島式ホーム1面2線（地下2階）をもつ地下駅。地下1階改札口は北改札、中程（南北改札）、南寄り（南南改札）の計3か所。中程の改札の付近に、ニュートラムのホームに通じる連絡エスカレーターとエレベーターが設けられている（乗換の際の中間改札はない）。住之江競艇場へは北改札が近い。
競艇開催時の混雑対策のため、通常の6両編成停車位置のさらに行き止まり方向にも8両編成停車位置相当（ただし、停止位置の数字は「6」）の所に停車し、通常乗車位置と重なる3 - 6号車はドアカットした。折り返し運転となる時はその後、通常の乗車位置に移動し直していたが、2014年頃からはそれがなくなり、通常停止位置に停車するようになった。また8両編成の西梅田寄り1 - 2号車相当の部分は柵で仕切られており、立ち入りできなくなっている。
また、まれに西梅田行きでありながら、次の北加賀屋駅で車両取り替えを行う場合がある。この場合は予め車掌による車両取り替えの肉声アナウンスがなされ、車内自動放送は使用しない。
駅管轄は大国町管区駅であり、駅長が配置され、当駅および北加賀屋駅を管理している。
南港ポートタウン線（ニュートラム）
島式ホーム1面2線をもつ高架駅。2階に改札・コンコース、3階にホームがある。改札口は東寄りに1か所設けられている。ホームには四つ橋線の駅に通じる連絡エスカレーターと、エレベーターが設けられている（乗換の際の中間改札はない）。
駅管轄は南港運輸事務所であり、駅長が配置され、当駅および平林駅・南港口駅・南港東駅を管理している。
なお、ホームからは住之江競艇場が丸見えとなるため、競艇場側（1番のりば）のホームドアを含む窓ガラスはすべて磨りガラスとなっており、場内を見えづらくしている。

### のりば
| 番線                                     | 路線                                | 行先                       |
| 四つ橋線ホーム                           | 四つ橋線ホーム                      | 四つ橋線ホーム             |
| ---------------------------------------- | ----------------------------------- | -------------------------- |
| 1・2                                     | 四つ橋線                            | 大国町・西梅田方面         |
| 南港ポートタウン線（ニュートラム）ホーム |                                     |                            |
| 1・2                                     | 南港ポートタウン線 （ニュートラム） | 中ふ頭・コスモスクエア方面 |

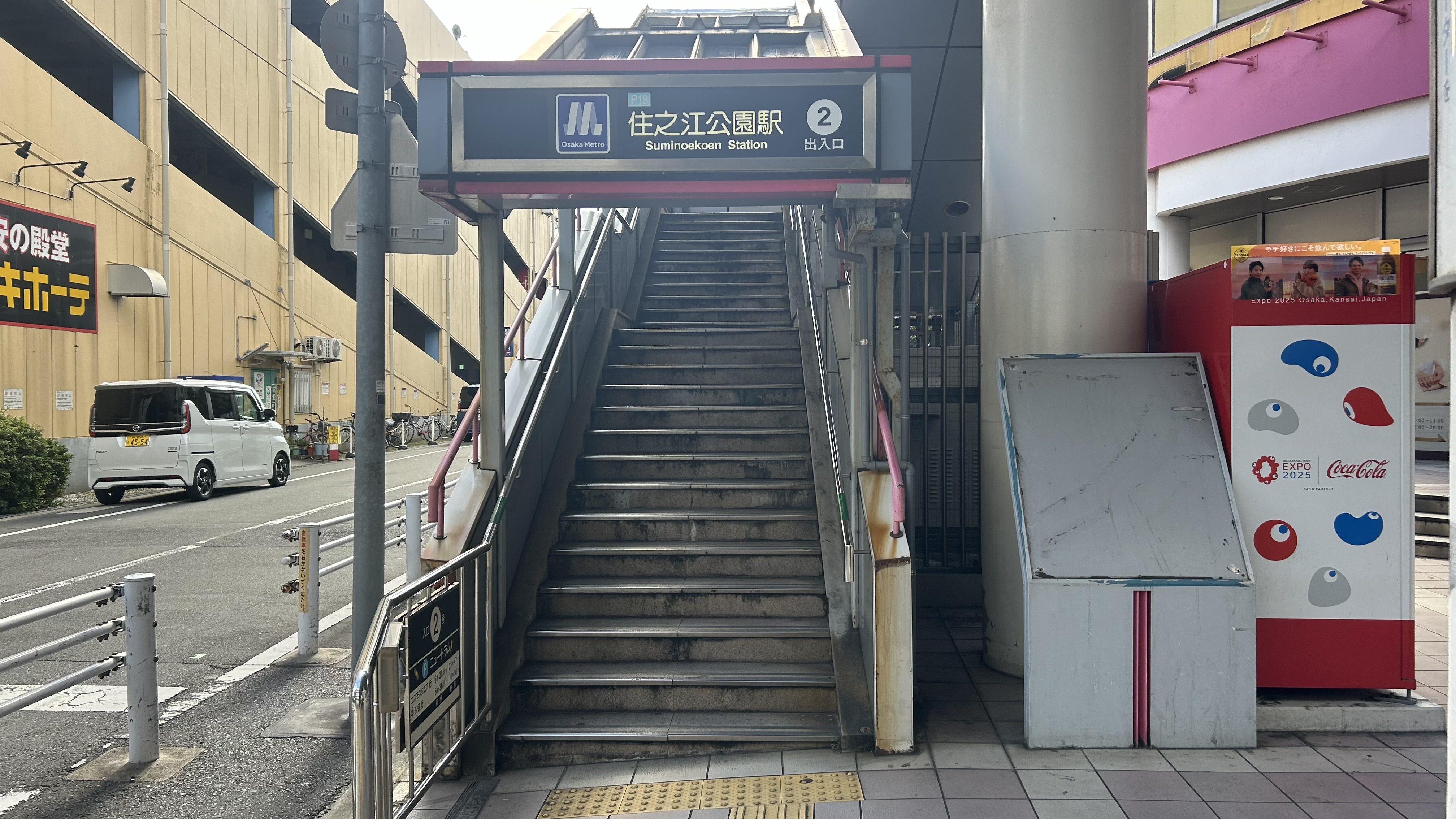
ニュートラム2号出口
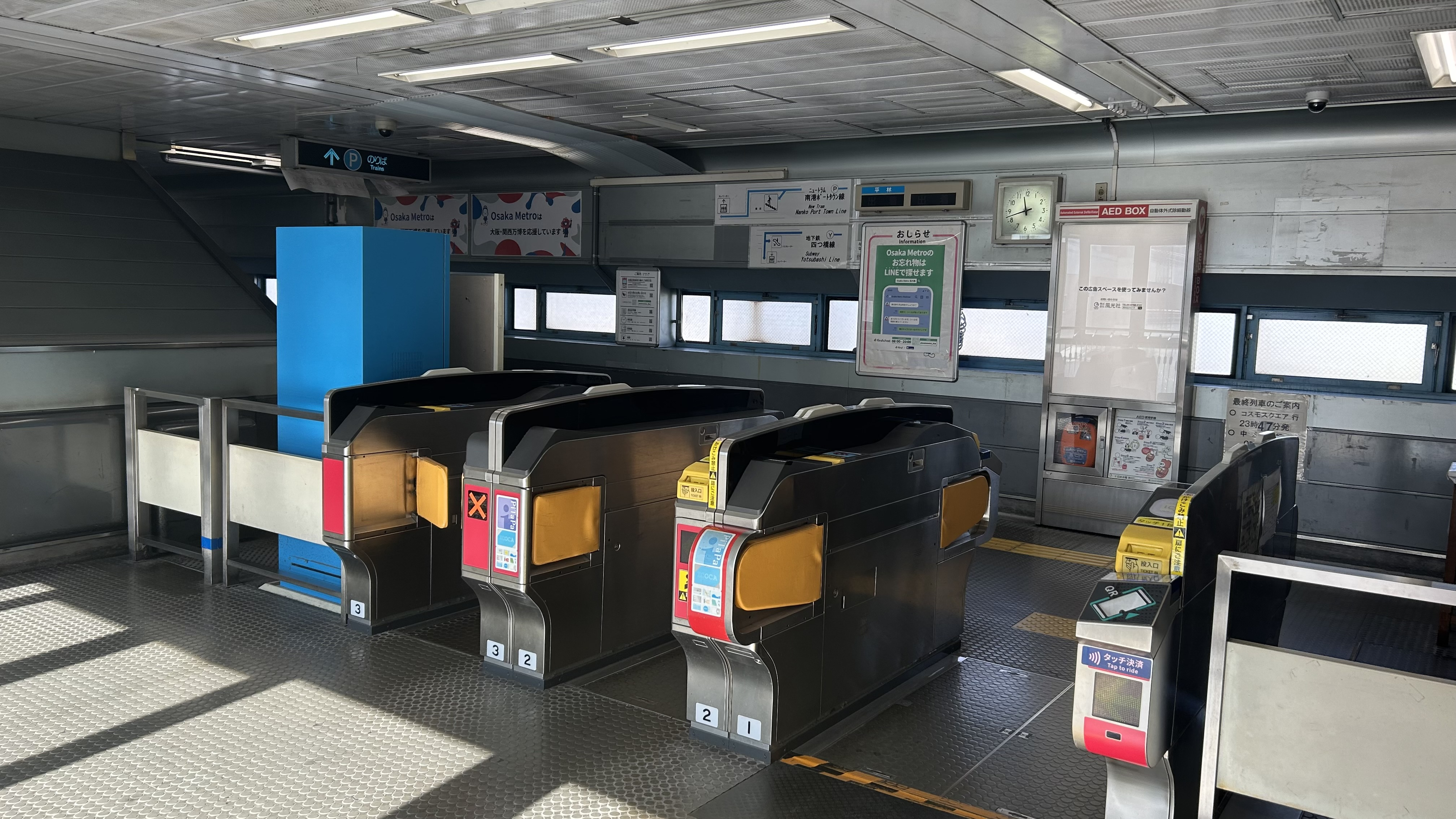
ニュートラム改札口
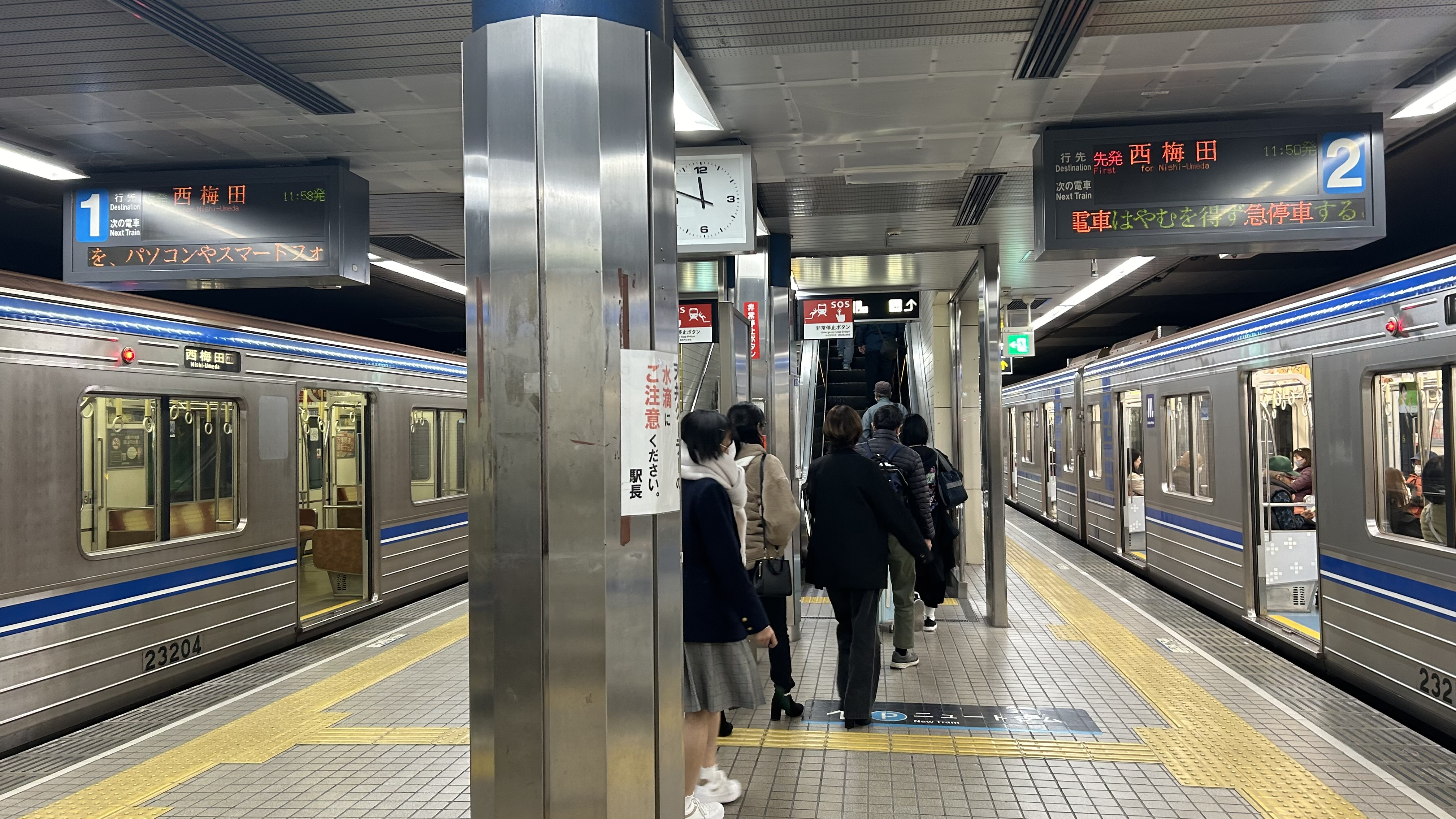
四つ橋線ホーム
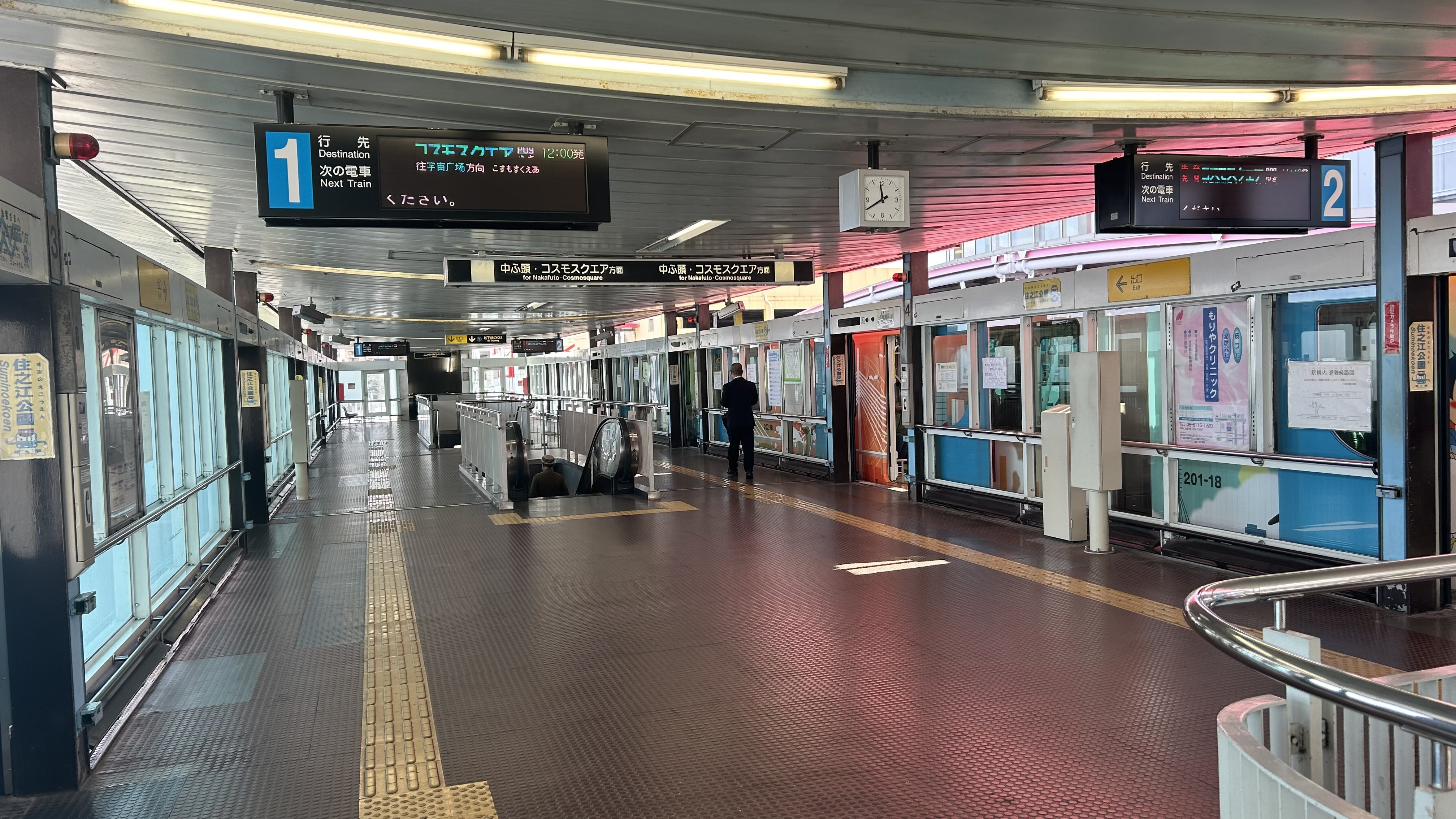
ニュートラムホーム
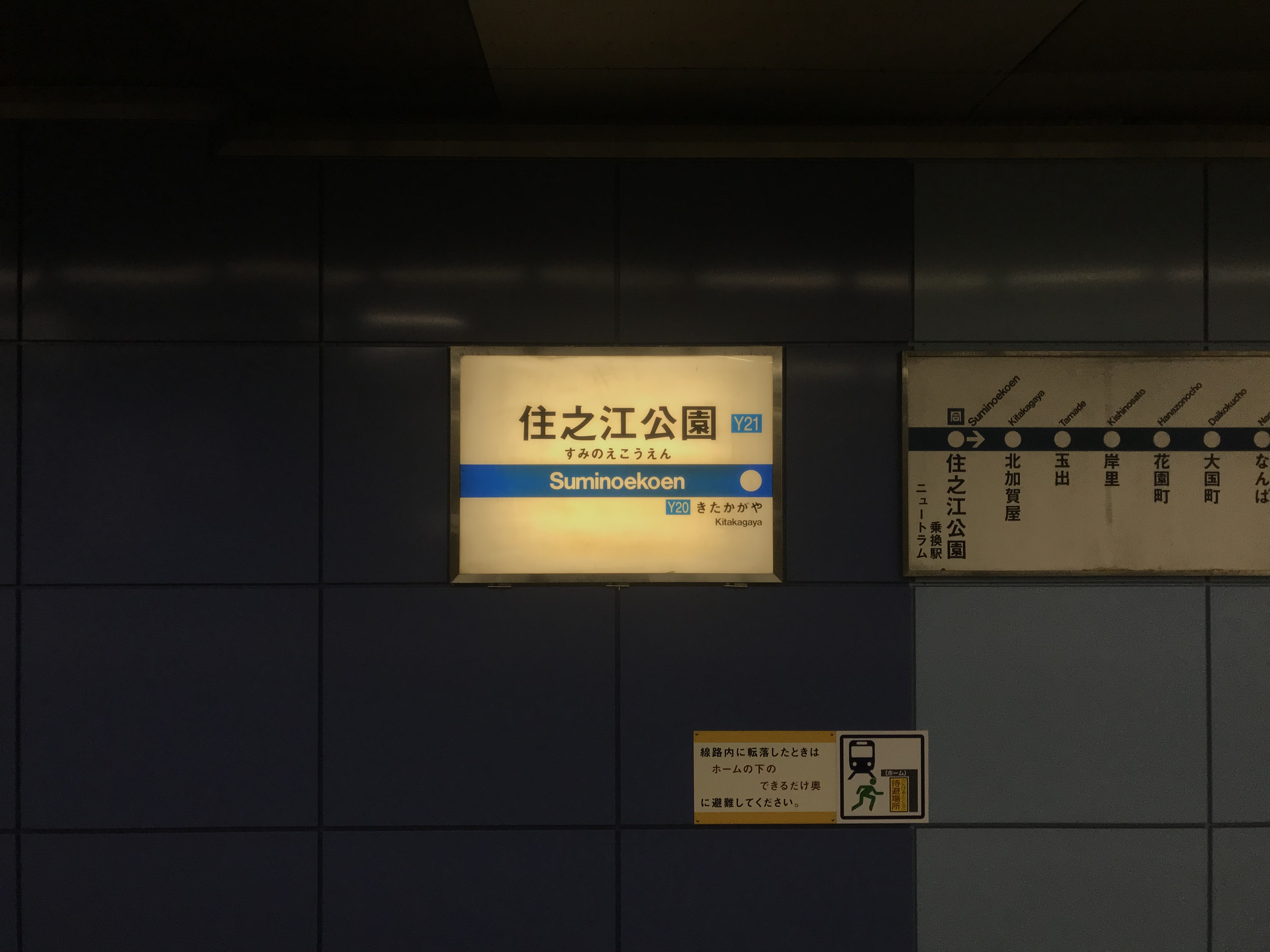
四つ橋線　駅名標

### トイレ
トイレは北・南南・ニュートラム改札内にある。

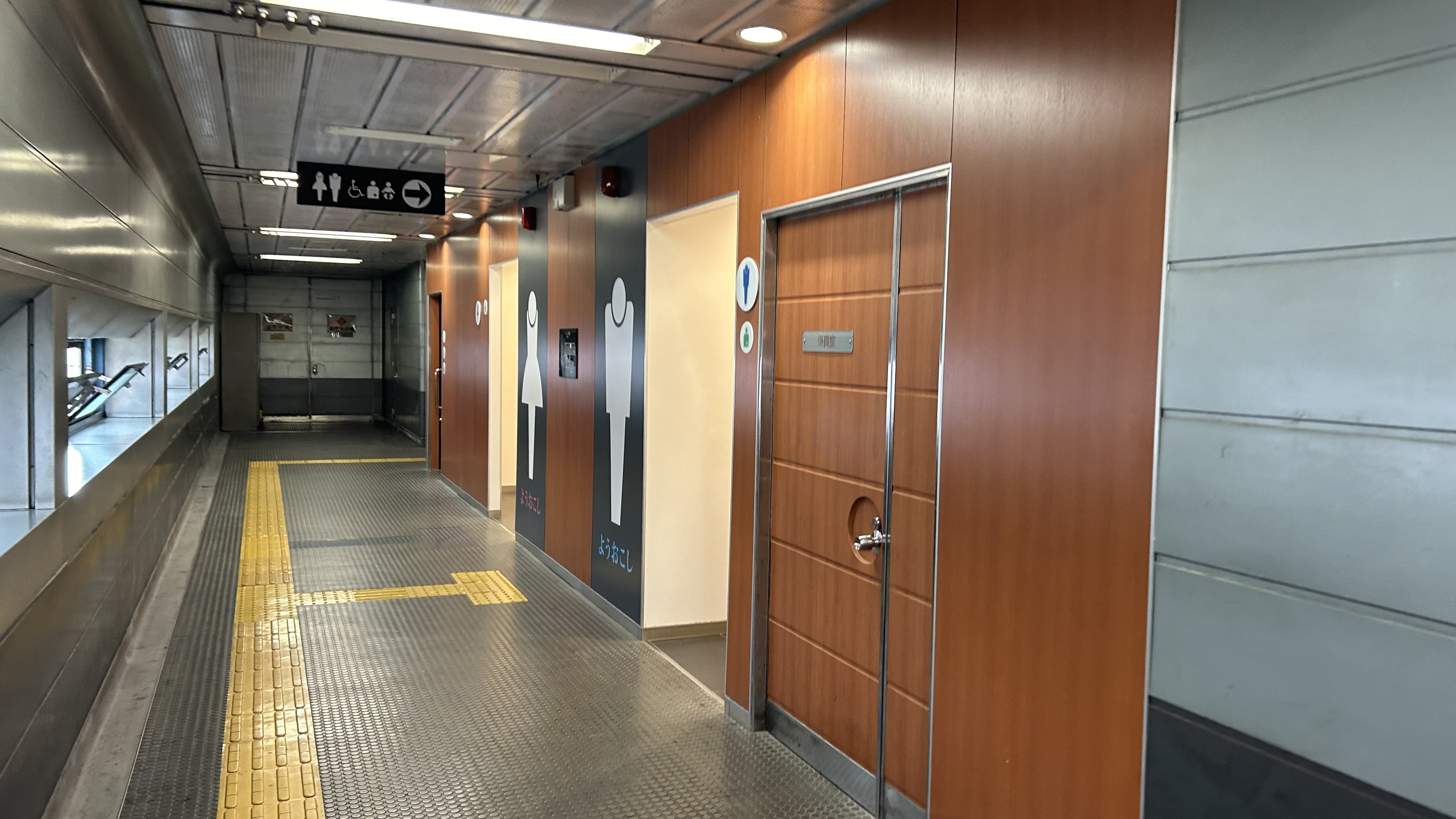
ニュートラム改札内トイレ

### 出口
| 路線         | 出口番号 | 出口周辺                                                                                              | 接続改札       | 備考                        |
| ------------ | -------- | --- | -------------- | --------------------------- |
| 四つ橋線     | 1        | 住之江公園前交差点北東・住之江公園・住之江公園野球場 護国神社・住之江区役所・住之江会館・住之江消防署 | 北改札         |                             |
| 四つ橋線     | 2        | 競艇場                                                                                                | 北改札         |                             |
| 四つ橋線     | 3        | シティバスのりば・タクシーのりば                                                                      | 南北・南南改札 | エレベーターあり 6:00-22:00 |
| 四つ橋線     | 4        | 大阪府警察本部新北島別館                                                                              | 南北・南南改札 | エレベーターあり            |
| 四つ橋線     | 5        | 住之江公園前交差点南西・住之江警察署・住之江郵便局 オスカードリーム・住之江バスターミナル             | 南北・南南改札 | 6:00-22:00                  |
| ニュートラム | 1        | 住之江公園・大阪護国神社・住之江競艇場・住之江図書館                                                  | 改札           |                             |
| ニュートラム | 2        | 住之江警察署・住之江郵便局                                                                            | 改札           |                             |
| ニュートラム | 3        | オスカードリーム・住之江バスターミナル                                                                | 改札           |                             |

## 特徴
- 競艇開催時や南港（インテックス大阪）でのイベント開催時とそれ以外の日・時間帯とでは利用者数が大幅に差があることから、地下鉄北改札構内にある自動券売機は稼働させる台数をシャッターで仕切ったりシートを被せて制限させるなどしている。また地下鉄駅側の駅長室は北改札外部にあるが、出入口は真正面には付いていない。
- 改札内売店は、地下鉄北改札外と南北改札内の2か所（いずれもローソン系）。北改札外の売店は、当駅改札利用客の大半が競艇場へ向かう観客である事を反映して、パック日本酒やつまみが目立つ。
- ナイターレースを開催される平日には、臨時列車が2本増発される。
- ポケット時刻表は四つ橋線・ニュートラムで1枚となっているが、表紙はニュートラムの車両が印刷されており、ニュートラム標準と表記されている。
- 四つ橋線コンコース（地下1階）からニュートラムのホーム（地上3階）へは、直通のエスカレーターが利用できる。ステップやカーブのないほぼ直線の長大なもので、設置当時は日本で2番目に長いエスカレーターであった。このエスカレーターは大阪では珍しく、左側に立って乗るようになっている。

## 利用状況
2024年11月12日の1日乗降人員は29,429人（乗車人員：14,817人、降車人員：14,612人）である。四つ橋線の駅では11駅中7位、ニュートラムの駅では最も多い。
各年度の特定日利用状況は下表の通り。なお1995年度の記録については、1996年に行われた調査であるが会計年度上表中に記載の年度となる。
1977年度までのデータは四つ橋線のみ。
| 年度               | 調査日   | 乗車人員 | 降車人員 | 乗降人員 | 出典          | 出典          |
| 年度               | 調査日   | 乗車人員 | 降車人員 | 乗降人員 | メトロ        | 大阪府        |
| ------------------ | -------- | -------- | -------- | -------- | ------------- | ------------- |
| 1972年（昭和47年） | 11月14日 | 3,991    | 3,807    | 7,798    |               | [ 大阪府 1 ]  |
| 1975年（昭和50年） | 11月07日 | 8,626    | 8,552    | 17,178   |               | [ 大阪府 2 ]  |
| 1977年（昭和52年） | 11月18日 | 9,790    | 10,307   | 20,097   |               | [ 大阪府 3 ]  |
| 1981年（昭和56年） | 11月10日 | 9,965    | 9,904    | 19,869   |               | [ 大阪府 4 ]  |
| 1985年（昭和60年） | 11月12日 | 11,240   | 10,843   | 22,083   |               | [ 大阪府 5 ]  |
| 1987年（昭和62年） | 11月10日 | 12,361   | 11,632   | 23,993   |               | [ 大阪府 6 ]  |
| 1990年（平成02年） | 11月06日 | 12,178   | 11,363   | 23,541   |               | [ 大阪府 7 ]  |
| 1995年（平成07年） | 02月15日 | 18,322   | 17,692   | 36,014   |               | [ 大阪府 8 ]  |
| 1998年（平成10年） | 11月10日 | 13,272   | 12,695   | 25,967   |               | [ 大阪府 9 ]  |
| 2007年（平成19年） | 11月13日 | 13,906   | 13,456   | 27,362   |               | [ 大阪府 10 ] |
| 2008年（平成20年） | 11月11日 | 14,588   | 14,534   | 29,122   |               | [ 大阪府 11 ] |
| 2009年（平成21年） | 11月10日 | 13,857   | 13,295   | 27,152   |               | [ 大阪府 12 ] |
| 2010年（平成22年） | 11月09日 | 14,943   | 14,649   | 29,592   |               | [ 大阪府 13 ] |
| 2011年（平成23年） | 11月08日 | 16,854   | 16,792   | 33,646   |               | [ 大阪府 14 ] |
| 2012年（平成24年） | 11月13日 | 16,030   | 15,608   | 31,638   |               | [ 大阪府 15 ] |
| 2013年（平成25年） | 11月19日 | 15,228   | 14,909   | 30,137   | [ メトロ 1 ]  | [ 大阪府 16 ] |
| 2014年（平成26年） | 11月11日 | 15,195   | 14,927   | 30,122   | [ メトロ 2 ]  | [ 大阪府 17 ] |
| 2015年（平成27年） | 11月17日 | 15,655   | 15,523   | 31,178   | [ メトロ 3 ]  | [ 大阪府 18 ] |
| 2016年（平成28年） | 11月08日 | 15,231   | 15,199   | 30,430   | [ メトロ 4 ]  | [ 大阪府 19 ] |
| 2017年（平成29年） | 11月14日 | 15,531   | 15,335   | 30,866   | [ メトロ 5 ]  | [ 大阪府 20 ] |
| 2018年（平成30年） | 11月13日 | 15,959   | 15,709   | 31,668   | [ メトロ 6 ]  | [ 大阪府 21 ] |
| 2019年（令和元年） | 11月12日 | 15,527   | 15,519   | 31,046   | [ メトロ 7 ]  | [ 大阪府 22 ] |
| 2020年（令和02年） | 11月10日 | 13,964   | 13,823   | 27,787   | [ メトロ 8 ]  | [ 大阪府 23 ] |
| 2021年（令和03年） | 11月16日 | 13,965   | 13,804   | 27,769   | [ メトロ 9 ]  | [ 大阪府 24 ] |
| 2022年（令和04年） | 11月15日 | 14,279   | 14,174   | 28,453   | [ メトロ 10 ] | [ 大阪府 25 ] |
| 2023年（令和05年） | 11月07日 | 13,925   | 13,827   | 27,752   | [ メトロ 11 ] | [ 大阪府 26 ] |
| 2024年（令和06年） | 11月12日 | 14,817   | 14,612   | 29,429   | [ メトロ 12 ] |               |

### 1998年度までの路線別データ
1998年調査までの路線別データは以下の通り。
| 年度               | 調査日   | 四つ橋線 | 四つ橋線 | 四つ橋線 | ニュートラム | ニュートラム | ニュートラム | 出典         |
| 年度               | 調査日   | 乗車人員 | 降車人員 | 乗降人員 | 乗車人員     | 降車人員     | 乗降人員     | 出典         |
| ------------------ | -------- | -------- | -------- | -------- | ------------ | ------------ | ------------ | ------------ |
| 1981年（昭和56年） | 11月10日 | 8,250    | 8,017    | 16,267   | 1,715        | 1,887        | 3,602        | [ 大阪府 4 ] |
| 1985年（昭和60年） | 11月12日 | 8,735    | 8,377    | 17,112   | 2,505        | 2,466        | 4,971        | [ 大阪府 5 ] |
| 1987年（昭和62年） | 11月10日 | 10,058   | 9,401    | 19,459   | 2,303        | 2,231        | 4,534        | [ 大阪府 6 ] |
| 1990年（平成02年） | 11月06日 | 10,023   | 9,383    | 19,406   | 2,155        | 1,980        | 4,135        | [ 大阪府 7 ] |
| 1995年（平成07年） | 02月15日 | 15,335   | 14,919   | 30,254   | 2,987        | 2,773        | 5,760        | [ 大阪府 8 ] |
| 1998年（平成10年） | 11月10日 | 10,024   | 9,758    | 19,782   | 3,248        | 2,937        | 6,185        | [ 大阪府 9 ] |

## 駅周辺
- 住之江公園
- 大阪護國神社
- 住之江競艇場
- 大阪府警察第二機動隊
- 住之江下水処理場
- 大阪市立住之江図書館
- 住之江南加賀屋郵便局
- 大阪シティバス住之江営業所
- オスカードリーム

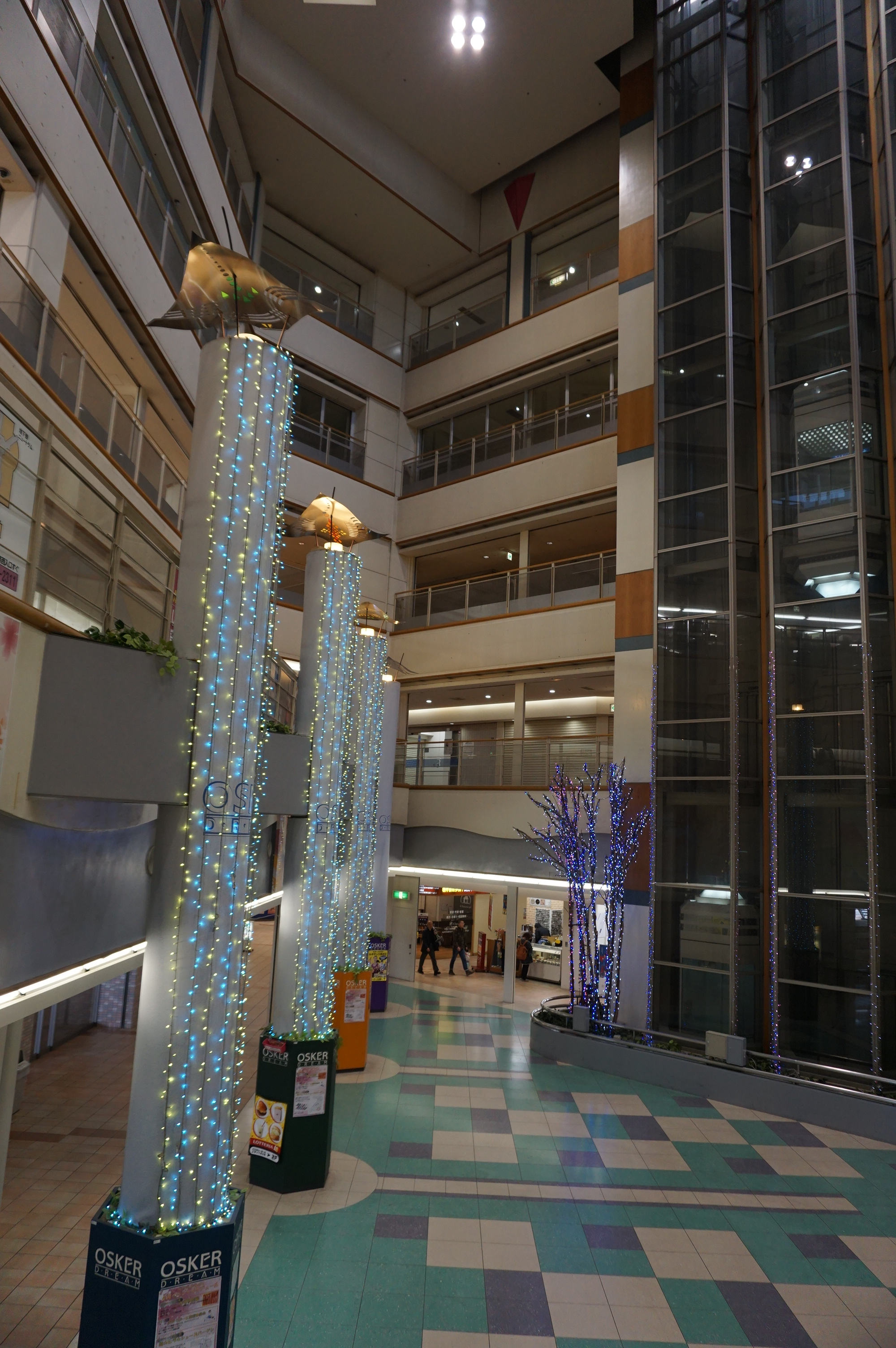
オスカードリーム（2018年4月）

  - 日和ホテル大阪住之江公園駅前（旧：大阪ジョイテルホテル）
  - 玉出年金事務所
- スポーツビレッジスミノエ
  - スポーツDEPO住之江店
- ドン・キホーテ 住之江公園店
- 人形劇団クラルテ

## バス路線
大阪シティバス・南海バスの路線が発着する。
駅南西にあるオスカードリーム内に大阪シティバスのバスターミナルがあり、停留所名は地下鉄住之江公園となる。1998年10月の調査結果では、地下鉄住之江公園停留所の1日の乗車人員（平日）は3849人である。これは、当時の大阪市営バスの停留所中8位である。
駅付近の住之江公園前交差点周辺にも停留所があり、49号系統往路とユニバーサル・スタジオ・ジャパン行バスを除き停車する。
南海バスの停留所名は住之江公園駅前で、地下鉄3号出口の先（住之江公園前交差点東側・住之江通西行）に設置されている。
- 61系統（堺東住之江線）：堺東駅前行
- 71系統（Jグリーン堺線）：Jグリーン堺クラブハウス前行（土曜・休日および学休期間中のみ運行）
- 91系統（住之江匠町線）：匠町行（平日朝は急行も運行）

また、オスカードリーム南西の路上から、堺浜えんため館への無料シャトルバスも発着している。

## パーク・アンド・ライド
2007年7月2日から2009年3月31日まで、パーク&ライドの実証実験が行われており、市営交通（地下鉄・バス）でOSAKA PiTaPaを利用することによって、タイムズ住之江公園駅前の駐車料金が割引されていた。

## 隣の駅
大阪市高速電気軌道 (Osaka Metro)
 四つ橋線
北加賀屋駅 (Y20) - 住之江公園駅 (Y21)
 南港ポートタウン線（ニュートラム）
平林駅 (P17) - 住之江公園駅 (P18)
- 括弧内は駅番号を示す。

### 記事本文

### 利用状況
1. ↑  路線別駅別乗降人員 - 大阪市高速電気軌道
2. 1 2  大阪府統計年鑑 - 大阪府
3. ↑  大阪市統計書 - 大阪市

#### 大阪市高速電気軌道
1. ↑  路線別乗降人員 （2013年11月19日（火）交通調査） (PDF)
2. ↑  路線別乗降人員 （2014年11月11日（火）交通調査） (PDF)
3. ↑  路線別乗降人員 （2015年11月17日（火）交通調査） (PDF)
4. ↑  路線別乗降人員 （2016年11月8日（火）交通調査） (PDF)
5. ↑  路線別乗降人員 （2017年11月14日（火）交通調査） (PDF)
6. ↑  路線別乗降人員 （2018年11月13日（火）交通調査） (PDF)
7. ↑  路線別乗降人員 （2019年11月12日（火）交通調査） (PDF)
8. ↑  路線別乗降人員 （2020年11月10日（火）交通調査） (PDF)
9. ↑  路線別乗降人員 （2021年11月16日（火）交通調査） (PDF)
10. ↑  路線別乗降人員 （2022年11月15日（火）交通調査） (PDF)
11. ↑  路線別乗降人員 （2023年11月7日（火）交通調査） (PDF)
12. ↑  路線別乗降人員 （2024年11月12日（火）交通調査） (PDF)

#### 大阪府統計年鑑
1. ↑  大阪府統計年鑑（昭和48年） (PDF)
2. ↑  大阪府統計年鑑（昭和51年） (PDF)
3. ↑  大阪府統計年鑑（昭和53年） (PDF)
4. 1 2  大阪府統計年鑑（昭和57年） (PDF)
5. 1 2  大阪府統計年鑑（昭和61年） (PDF)
6. 1 2  大阪府統計年鑑（昭和63年） (PDF)
7. 1 2  大阪府統計年鑑（平成3年） (PDF)
8. 1 2  大阪府統計年鑑（平成8年） (PDF)
9. 1 2  大阪府統計年鑑（平成11年） (PDF)
10. ↑  大阪府統計年鑑（平成20年） (PDF)
11. ↑  大阪府統計年鑑（平成21年） (PDF)
12. ↑  大阪府統計年鑑（平成22年） (PDF)
13. ↑  大阪府統計年鑑（平成23年） (PDF)
14. ↑  大阪府統計年鑑（平成24年） (PDF)
15. ↑  大阪府統計年鑑（平成25年） (PDF)
16. ↑  大阪府統計年鑑（平成26年） (PDF)
17. ↑  大阪府統計年鑑（平成27年） (PDF)
18. ↑  大阪府統計年鑑（平成28年） (PDF)
19. ↑  大阪府統計年鑑（平成29年） (PDF)
20. ↑  大阪府統計年鑑（平成30年） (PDF)
21. ↑  大阪府統計年鑑（令和元年） (PDF)
22. ↑  大阪府統計年鑑（令和2年） (PDF)
23. ↑  大阪府統計年鑑（令和3年） (PDF)
24. ↑  大阪府統計年鑑（令和4年） (PDF)
25. ↑  大阪府統計年鑑（令和5年） (PDF)
26. ↑  大阪府統計年鑑（令和6年） (PDF)